# Pierre Bersuire
Pierre Bersuire també conegut com a Petrus Berchorius i Petrus Bercorius (Saint-Pierre-du-Chemin, Vendée, aprox. 1290 — París, 1362) va ser un benedictí, traductor i humanista francès. Va escriure una enciclopèdia medieval i va traduir Tit Livi al francès. A vegades se li atribueix l'obra Gesta Romanorum. Va viure a Avinyó com a protegit del Papa, i allà va conèixer Petrarca, amb qui tenia una admiració mútua.

## Obres
- Repertorium morale (~ 1340)